# A Twisted Christmas
A Twisted Chrismas es un álbum navideño en clave heavy metal, realizado por la banda Twisted Sister, y lanzado en el año 2006. 
Se caracteriza por incluir canciones de Navidad clásicas estadounidenses adaptadas a su sonido de rock duro.
Las cantantes Lita Ford y Doro Pesch participan como invitadas.

## Lista de canciones
1. Have Yourself a Merry Little Christmas
2. Oh Come All Ye Faithful
3. White Christmas (con Doro)
4. I'll Be Home for Christmas (con Lita Ford)
5. Silver Bells
6. I Saw Mommy Kissing Santa Claus
7. Let It Snow
8. Deck the Halls
9. The Christmas Song (Chestnuts Roasting on an Open Fire)
10. Heavy Metal Christmas
11. We Wish You a Twisted Christmas